# In the Mid-Nite Hour
In the Mid-Nite Hour – piąty studyjny album amerykańskiego rapera Warrena G. Został wydany 11 października, 2005 roku nakładem wytwórni Lightyear Entertainment. Gościnnie występują Ice Cube, B-Real, Snoop Dogg czy Mike Jones.
Album zadebiutował na 80. miejscu notowania Billboard 200 ze sprzedażą 14.000 egzemplarzy w pierwszym tygodniu.

## Lista utworów
| Nr | Tytuł                     | Goście                                           | Czas |
| -- | ------------------------- | ------------------------------------------------ | ---- |
| 1  | Shhhhh                    |                                                  | 0:04 |
| 2  | On My Mind                | Chevy Jones, Bishop Lamont, Mike Anthony & Bokey | 3:43 |
| 3  | Make It Do What It Do     | Bishop Lamont                                    | 3:52 |
| 4  | In Case Some Shit Go Down | Mike Jones & Frank Lee White                     | 3:29 |
| 5  | I Need A Light            | Nate Dogg                                        | 4:42 |
| 6  | Get U Down                | B-Real & Side Effect                             | 3:48 |
| 7  | A Chronic Break           |                                                  | 0:21 |
| 8  | Weed Song                 | Frank Lee White                                  | 1:58 |
| 9  | Wheels Keep Spinning      |                                                  | 4:01 |
| 10 | PYT                       | Snoop Dogg & Nate Dogg                           | 4:05 |
| 11 | Walk These Streets        | Raphael Saadiq                                   | 3:49 |
| 12 | Garilla Pimpin            | Bishop Lamont                                    | 4:11 |
| 13 | Turn It Up Loud           | Chuck Taylor                                     | 3:40 |
| 14 | In The Mid-Nite Hour      | Nate Dogg                                        | 3:44 |
| 15 | I Like That There         | Bishop Lamont                                    | 4:00 |
| 16 | Yes Sir                   | Snoop Dogg, Bishop Lamont & Frank Lee White      | 3:59 |
| 17 | Ahh                       | Bishop Lamont, Frank Lee White & Chuck Taylor    | 4:43 |
| 18 | All I Ask of You          | Frank Lee White, Bishop Lamont & Chevy Jones     | 3:39 |
| 19 | Get U Down Part 2         | B-Real, Side Effect, Snoop Dogg & Ice Cube       | 5:02 |